# Mặt trận Tây Nam Thái Bình Dương trong Thế chiến thứ hai

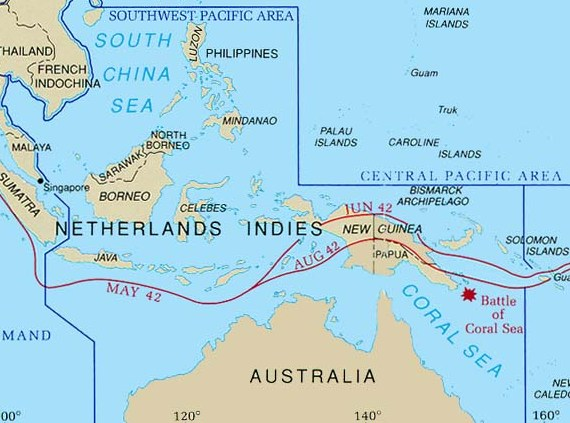
Khu vực Tây Nam Thái Bình Dương, theo định nghĩa của Bộ tổng tham mưu Liên quân Hoa Kỳ

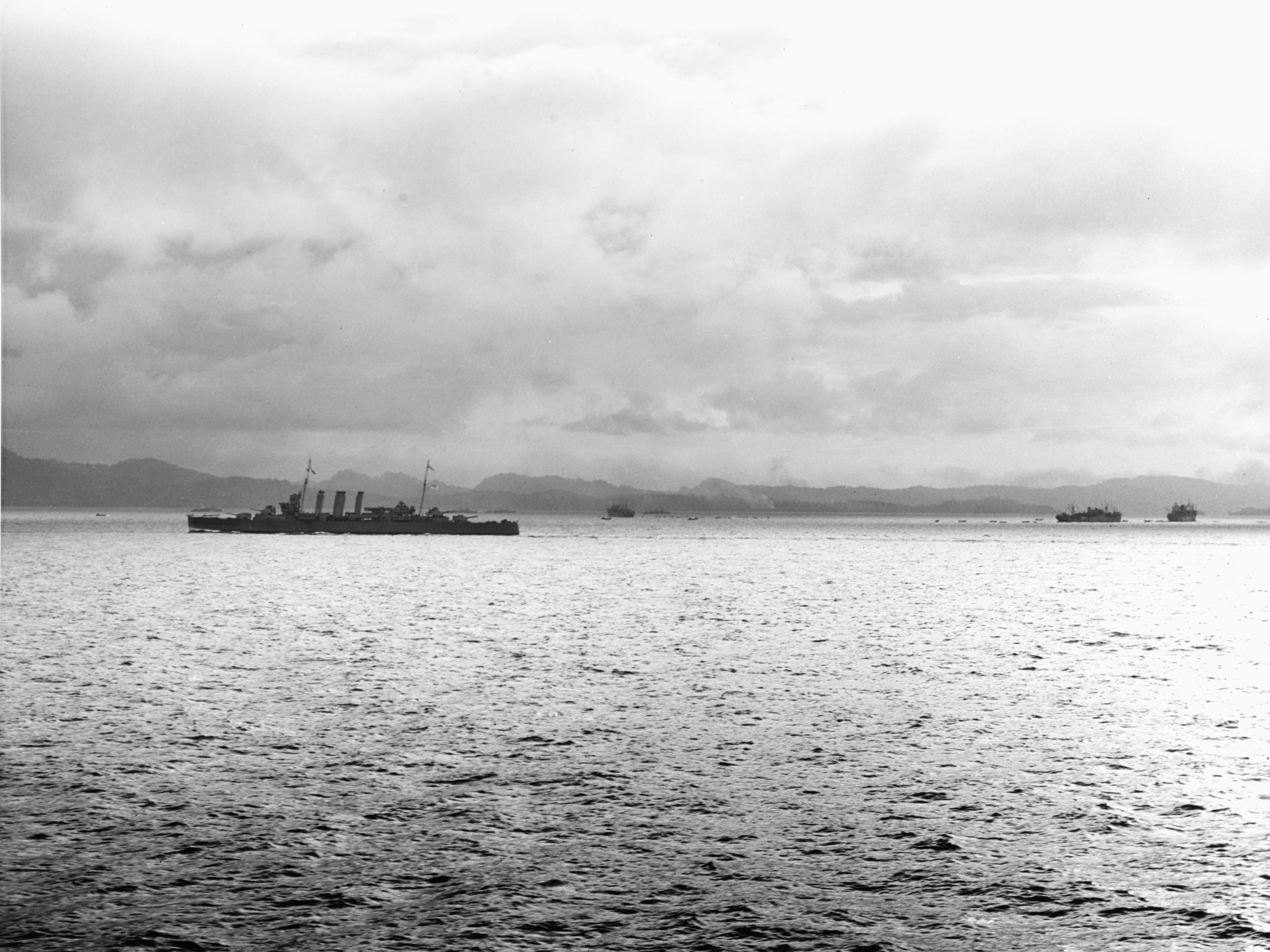
Tuần dương hạm Canberra của Úc (bên trái) bảo vệ 3 tàu vận tải Đồng Minh (bên phải) đang đổ quân và phương tiện tại Tulagi

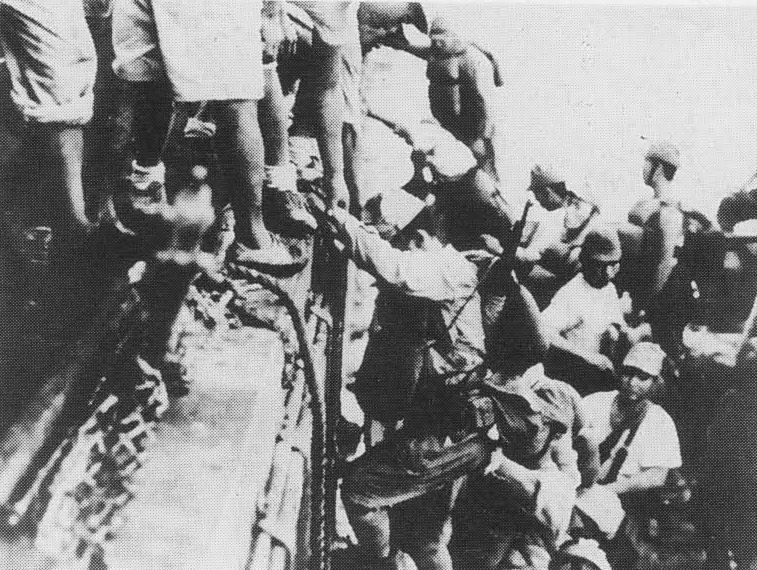
Quân Nhật rời tàu chiến, khoảng năm 1942

Mặt trận Tây Nam Thái Bình Dương là một trong 4 chiến trường chính của cuộc Chiến tranh Thái Bình Dương thuộc Chiến tranh thế giới thứ hai, diễn ra trong giai đoạn 1942-1945 tại khu vực Philippines, Đông Ấn Hà Lan (ngoại trừ Sumatra), Borneo, Úc, Lãnh thổ New Guinea thuộc Úc (bao gồm cả quần đảo Bismarck), phần phía tây của quần đảo Solomon và một số vùng lân cận phụ thuộc. Cái tên Mặt trận Tây Nam Thái Bình Dương được lấy theo Bộ tư lệnh quân Đồng Minh, và thường được gọi đơn giản là "Khu vực Tây Nam Thái Bình Dương".
Trên mặt trận này, lực lượng của Đế quốc Nhật Bản đã chiến đấu chủ yếu với các lực lượng của Hoa Kỳ và Úc. Hà Lan, Philippines, Anh, México và một số lức lượng Đồng Minh khác rút về Úc hoặc New Guinea cũng có tham chiến tại đây. Trong hầu hết thời gian hai năm đầu tiên, người Nhật chiến đấu trên bộ phần lớn là với người Úc, còn trên không thì với không lực và trang bị của Hoa Kỳ. Vấn đề hậu cần thì được nhiều nước thực hiện.
Phần lớn quân đội Nhật tại mặt trận này là thuộc biên chế Nam Phương Quân, thành lập ngày 6 tháng 11 năm 1941, nằm dưới quyền Nguyên soái Terauchi Hisaichi, người đã ra lệnh tấn công và chiếm đóng các lãnh thổ của Đồng Minh ở Đông Nam Á và Nam Thái Bình Dương.
Ngày 30 tháng 3 năm 1942, Bộ tư lệnh Tây Nam Thái Bình Dương Đồng Minh (SWPA) đã được thành lập và Đại tướng Hoa Kỳ Douglas MacArthur được chỉ định làm Tổng tư lệnh Tối cao Đồng minh Khu vực Tây Nam Thái Bình Dương. Mặt trận còn lại ở vùng Thái Bình Dương, Mặt trận Thái Bình Dương trong Chiến tranh thế giới thứ hai, do Đô đốc Chester Nimitz chỉ huy.

## Các chiến dịch chính
- Chiến dịch Philippines 1941-1942
  - Trận Bataan
  - Trận Corregidor
- Chiến dịch Đông Ấn Hà Lan 1941-1942
  - Trận eo biển Badung 19–20 tháng 2 năm 1942[2]
  - Trận chiến biển Java 27 tháng 2 năm 1942[3]
  - Trận eo biển Sunda 28 tháng 2 – 1 tháng 3 năm 1942[4]
  - Trận chiến biển Java thứ hai 1 tháng 3 năm 1942[5]
- Trận chiến biển Coral 4–8 tháng 5 năm 1942[3]
- Trận Timor 1942-1943
- Chiến dịch Úc châu 1942-1943
- Chiến dịch Guadalcanal 1942-1943
  - Trận chiến đảo Savo 9 tháng 8 năm 1942[6]
  - Trận chiến Đông Solomon 24–25 tháng 8 năm 1942[7]
  - Trận Cape Esperance 11–12 tháng 10 năm 1942[8]
  - Trận chiến quần đảo Santa Cruz 26 tháng 10 năm 1942[9]
  - Hải chiến Guadalcanal 12–15 tháng 11 năm 1942[3]
  - Trận Tassafaronga 30 tháng 11 năm 1942[3]
- Chiến dịch quần đảo Solomon 1942–1945
  - Trận vịnh Kula 6 tháng 7 năm 1943[10]
  - Trận Kolombangara 13 tháng 7 năm 1943[10]
  - Trận vịnh Vella 6–7 tháng 8 năm 1943[10]
  - Hải chiến Vella Lavella 6–7 tháng 10 năm 1943[10]
  - Trận chiến vịnh Empress Augusta 2 tháng 11 năm 1943[10]
  - Trận Cape St. George 25 tháng 11 năm 1943[10]
- Chiến dịch New Guinea 1942-1945
  - Chiến dịch Kokoda Track 1942
  - Trận Buna-Gona 1942
  - Trận chiến biển Bismarck 2 tháng 3 năm 1943[3]
  - Cuộc đổ bộ lên vịnh Nassau 1943
  - Chiến dịch Salamaua-Lae 1943
  - Chiến dịch bán đảo Huon 1943
  - Chiến dịch New Britain 26 tháng 12 năm 1943[11]
  - Chiến dịch quần đảo Admiralty 29 tháng 2 năm 1944[11]
  - Chiến dịch Aitape-Wewak 22 tháng 4 năm 1944[11]
  - Xâm chiếm Hollandia 22 tháng 4 năm 1944[12]
  - Trận Biak 27 tháng 5 năm 1944[12]
  - Trận Noemfoor 2 tháng 7 năm 1944[11]
  - Trận Morotai 15 tháng 9 năm 1944[12]
- Chiến dịch Philippines (1944-1945)
  - Trận chiến vịnh Leyte 20 tháng 10 năm 1944[3]
- Chiến dịch Borneo (1945)